# 蠕紋裸胸鱔
蠕紋裸胸鱔，又名蠕紋裸胸鯙，為輻鰭魚綱鰻鱺目鯙亞目鯙科的其中一個種。

## 分布
本魚分布於西太平洋區，包括日本、台灣、菲律賓等海域。

## 深度
水深3至35公尺。

## 特徵
本魚身體為黃棕色，周身環繞不規則之暗棕色暗帶。臀鰭帶有白邊，體側的斑紋間隔較狹窄，同時到背鰭時則為斑點，嘴較具有黑痕。體長可達100公分以上。牙齒銳利，需小心。

## 生態
本魚潛匿於珊瑚礁區岩礁間狹窄的洞隙中，一般多靜止在海底而不喜游動，游泳時以左右擺動身軀而行，為夜行性，但是白天也能活潑覓食，有時也會游到岩礁附近的砂礫質海域去。以魚類及頭足類為食。

## 經濟利用
食用魚，大多煮清湯食用。也可養在水族館供觀賞。
在中國海南省三沙市的西沙群島有中國漁民設立的養殖場，並有出口漁獲到珠海及香港。不過這些魚雖然是養殖魚，但由於熱帶海域的海水有利横裂甲藻纲物種生長，魚類食用後可能會令雪卡毒在其體內積累，危害食用者。